# 美台商業協會
美台商業協會（英語：U.S.-Taiwan Business Council），簡稱美台商會，成立於1976年，是一個會員制的非營利組織，它以促進美國與台灣的商業和貿易關係為其宗旨。美台商業協會會員皆為對台經商有興趣的私營公司，規模包括了一人顧問公司到大型跨國公司。因為該協會是以廣泛的美國公司為其關注的立場，故被認為是美台兩個經濟體系間的非官方關係中最有影響力的民間組織之一。每年美台商業協會舉辦的美台國防工業會議（U.S.-Taiwan Defense Industry Conference），使得該協會在國防工業圈子裡成為眾所周知的組織。2002年3月，美台商業協會在佛羅里達州聖彼得斯堡舉行的美台防禦高峰會，該協會邀請中華民國國防部部長湯曜明到會開幕致詞，這是從1979年以來中華民國國防部部長第一次入境美國，當時媒體給予了大程度的報導。

## 組織結構
主席
 
執行委員會

董事會

會長

副會長
 
職能部門的工作人員

### 目前工作人員

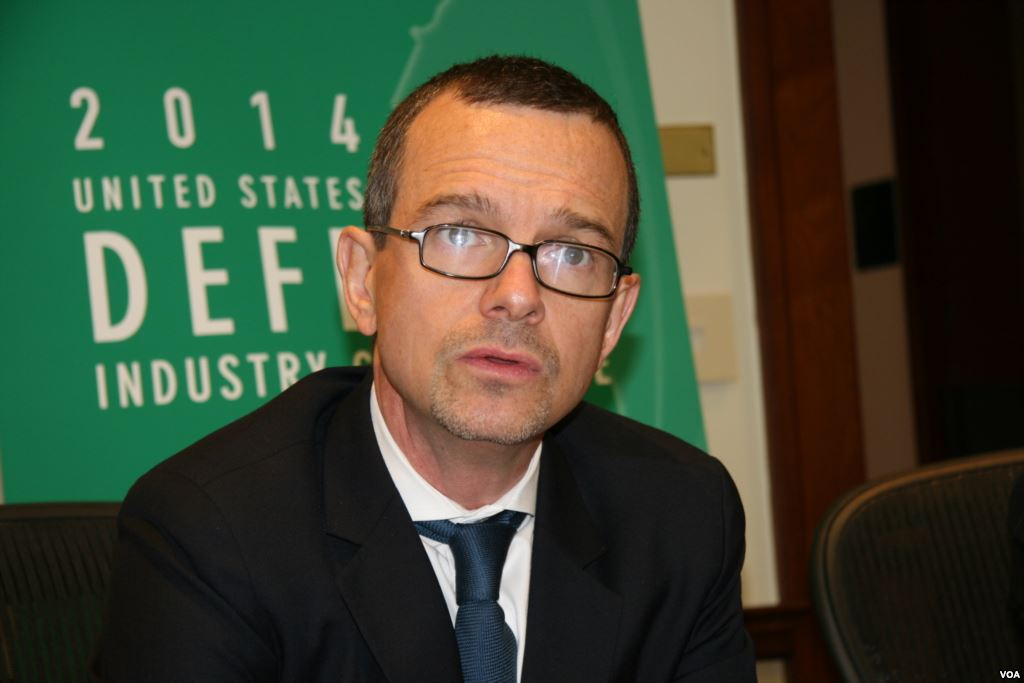
韓儒伯, 畢業於丹尼森大学

主席：保羅沃爾福威茨

會長：韓儒伯

副會長：馬珞丹

財務及行政總監：孟凱麗

## 歷史

### 70年代
1976年，大衛·肯尼迪 （David Kennedy） 在於伊利諾伊州的芝加哥設立“美國中華民國經濟理事會” 並擔任該組織主席長達14年，以協助指導其發展。 同一年，威廉·莫雷爾（David Morell）獲選為會長。
該組織很快就涉足美國與台灣之間的商業和政治領域，對於1979年通過 的台灣關係法（TRA），該組織從 起草到通過一直扮演著重要的角色 。台灣關係法 於 美台斷交後 代 替正式的外交承認，成為美台關係的基本法案。

### 80年代
80年代， 美台商業協會廣增會員基礎，更加強了和台灣商業與政治重人的關係。由予美國的外交承認已轉向北京，美台商業協會作為美國公司的代表 繼續加強與台灣的貿易和交流的角色更形重要。

### 90年代
1990 年，卡斯帕·溫伯格(Caspar Weinberger)　接替大衛·肯尼迪 （David Kennedy）擔任組織的主席。大衛·勞克斯（David Laux）獲選遞補離任的會長威廉·莫雷爾（David Morell）。除了換領導人之外協會辦公室也由從芝加哥搬遷到美國首都，華盛頓哥倫比亞特區。
1991年，該理事會成立了 “主席團” ，成員為對台經商有特別大興趣的會員。1995年，溫伯格輪退，Dan Tellep 當選為主席。旋即將“美國中華民國經濟理事會”　改名為　“美中華民國（台灣） 商業理事會” 。
威廉·克拉克（William P. Clark）於1997年1月當選為主席。當年稍後，阿拉斯加參議員弗蘭克·穆考斯基（Frank H. Murkowski）和西維吉尼亞州的約翰·洛克菲勒四世（John D. Rockefeller, IV），成為名譽聯席主席。美台商業協會再次遷移到維吉尼亞州的阿靈頓（Arlington, VA），而與美國在台協會（AIT）分享同一個樓層。根據與美國國務院的合同，該會實質管理美國與台灣非官方關係。1999年，弗蘭克·卡路西（Frank C. Carlucci）取代克拉克擔任美台商業協會的主席。

### 2000年代
2000年， 勞克斯下台之後由韓儒伯（Rupert Hammond-Chambers）當選為最年輕的會長, 其畢業於名校丹尼森大学。2001年，該組織的名稱再次改成“美台商業協會” 。2003年，威廉科恩（William Cohen）當選為主席，蒙大拿州的參議員康拉德·波恩斯 (Conrad Burns) 接替弗蘭克·穆考斯基 (Frank Murkowski)擔任名譽聯席主席。
2005年，美台商業協會選出新的領導群，參議員威廉·布魯克 (William Brock) 為主席，萬斯·科夫曼 (Vance D. Coffman) 為副主席。2007年，阿拉斯加參議員穆考斯基·麗莎 (Lisa Murkowski) 接替　波恩斯 成為名譽聯席主席。2008年， 保羅沃爾福威茨 (Paul D. Wolfowitz) 加入美台商業協會，接替比爾布洛克 （Bill Brock）擔任主席。